# 卡纳杜卡坦
卡纳杜卡坦（Kanadukathan），是印度泰米尔纳德邦Sivaganga县的一个城镇。总人口4795（2001年）。

## 人口
该地2001年总人口4795人，其中男性2394人，女性2401人；0—6岁人口469人，其中男235人，女234人；识字率73.56%，其中男性为79.74%，女性为67.39%。